# Giovanni De Censi
Giovanni De Censi (Berbenno di Valtellina, 1º marzo 1938) è un banchiere e dirigente d'azienda italiano, ex presidente del Credito Valtellinese ed ex membro del Consiglio di Sovrintendenza dello IOR, istituto bancario con sede nello Stato della Città del Vaticano.

## Biografia
Diplomato in ragioneria e laureato in Scienze Politiche presso l'Università Cattolica del Sacro Cuore di Milano, inizia la carriera bancaria nel 1958, quando viene assunto presso il Credito Valtellinese. Dopo una breve parentesi altrove, nel 1968 rientra al Credito Valtellinese, dove, nel 1975, diventa vicedirettore generale, e successivamente, direttore generale fino al 1996. Quindi amministratore delegato fino al 2003 e presidente fino all'aprile 2016. Da allora è presidente onorario della banca, nel cui ambito è consigliere d'amministrazione dal 1994.
È fratello del sacerdote salesiano don Ugo De Censi, fondatore dell'Operazione Mato Grosso.